# Paraliparis charcoti
Paraliparis charcoti és una espècie de peix pertanyent a la família dels lipàrids.

## Descripció
- Fa 9,7 cm de llargària màxima.
- Nombre de vèrtebres: 57-58.[5]

## Hàbitat
És un peix marí i batidemersal que viu entre 460 i 793 m de fondària.

## Distribució geogràfica
Es troba a la badia de Halley (mar de Weddell).

## Observacions
És inofensiu per als humans.